# Rejon chrystyniwski
Rejon chrystyniwski – jednostka administracyjna wchodząca w skład obwodu czerkaskiego Ukrainy.
Rejon utworzony w 1923, ma powierzchnię 632 km² i liczy około 35 tysięcy mieszkańców. Siedzibą władz rejonu jest Chrystynówka.
Na terenie rejonu znajdują się 1 miejska rada, 1 osiedlowa rada i 21 silskich rad, obejmujących w sumie 29 wsi i 4 osady.

## Miejscowości rejonu
- Bahaczówka[2] (Багачівка)
- Bosówka[3][4] (Зоряне)
- Botwinówka[5] (Ботвинівка)
- Chrystynówka (Христинівка)
- Czajkówka[6] (Чайківка)
- Hrebla (Гребля)
- Hasanówka[7] (Хасанівка)
- Holakówka[8] (Веселівка)
- Iwanhorod (Івангород)
- Janówka (Іванівка)
- Jahubiec[9] (Ягубець)
- Jary[10] (Яри)
- Kozacze (Козаче)
- Kuźmina-Hrebla[11] (Кузьмина Гребля)
- Leszczynówka[12] (Ліщинівка)
- Mała Janówka (Мала Іванівка)
- Mała Sebastianówka[13] (Мала Севастянівка)
- Olszanka[14] (Вільшанка)
- Oradówka[15] (Орадівка)
- Ositna[16] (Осітна)
- Peniżkowe[17] (Пеніжкове)
- Rososzki[18][19] (Розсішки)
- Sinica[20] (Синиця)
- Sycze[21] (Сичі)
- Syczówka[22] (Сичівка)
- Szelpachówka[23] (Шельпахівка)
- Szukajwoda[24] (Шукайвода)
- Tałałajówka[25] (Талалаївка)
- Uhłowata[26] (Углуватка)
- Wielka Sebastianówka[27] (Велика Севастянівка)
- Werbowata[28] (Вербувата)
- Werchniaczka[29] (Верхнячка)
- Wiktorówka[30] (Вікторівка)
- Zajaczkówka[31] (Заячківка)